# 手塚幸紀
手塚 幸紀（てづか ゆきのり、1940年1月18日 - 2020年10月27日）は、日本の指揮者。

## 生涯
東京都生まれ。東京芸術大学でフルートと指揮を専攻。1967年、民音コンクールで第1位に入賞。
1970年、日本フィルハーモニー交響楽団指揮者。その後、大阪フィルハーモニー交響楽団指揮者、京都市交響楽団正指揮者、新日本フィルハーモニー交響楽団指揮者を務めた。
1987年から1992年まで群馬交響楽団常任指揮者、1996年から2000年まで神奈川フィルハーモニー管弦楽団常任指揮者を歴任した。